# يوهان هاينرش كوب
يوهان هاينرش كوب (بالألمانية: Johann Heinrich Kopp)‏ هو عالم طبيعي ألماني، ولد في 17 سبتمبر 1777 في هاناو في ألمانيا، وتوفي بنفس المكان في 28 نوفمبر 1858.